# Britanski trg
Britanski trg, popularno znan kao Britanac, zagrebački je trg. Jedan je od preostalih zagrebačkih trgova koji ima otvoreno poljoprivredničko tržište sa svježim voćem, povrćem i ostalom hranom koja je dovedena izravno s farmi te je izrazito poštovan među Zagrepčanima. Na zapadnoj strani trga nalazi se Glazbena škola Blagoje Bersa. Sjeverno od Britanskog trga nalazi se Radnički dol, na zapadu Pantovčak, na istoku Ulica Vladimira Nazora te Ulica Đurđe Arnolda, a na jugu Ilica. Nedaleko od Britanskoga trga, na istočnoj strani Ilice, nalazi se Muzej iluzija. 

## Javni prijevoz
Na južnoj strani trga nalazi se istoimena tramvajska stanica kojom prometuju tramvajske linije 1 (Zapadni kolodvor – Borongaj), 6 (Črnomerec – Sopot) i 11 (Črnomerec – Dubec).
Na sjeveroistočnoj strani trga nalazi se istoimena autobusna stanica kojom prometuju autobusne linije 101 (Britanski trg – Gornje Prekrižje), 102 (Britanski trg – Mihaljevac), 103 (Britanski trg – Kraljevec), 105 (Kaptol – Britanski trg) i 138 (Britanski trg – Zelengaj – Kraljevec).

## Nazivi
Ovaj je trg kroz svoju povijest iz milja nazivan Malim placom ('trgom') kao pandan Velikom trgu, odnosno Trgu bana Jelačića. Njegovo je službeno ime, međutim, dugo bilo Ilički trg, prema ulici na kojoj se nalazi. Izgradnjom Grossove kuće s istočne strane 1928. godine trg je potpuno omeđen, a dodijeljen mu je naziv Pejačevićev trg, prema hrvatskom banu Ladislavu Pejačeviću. To ime zatim nosi sve do 1946. godine, kada ga se poslije Drugog svjetskog rata preimenovalo u Britanski trg.

## Povijest
Nekada je na tom području tekao i potok Kraljevec, koji je 1902. godine isušen. Tržnica je otvorena 1891. godine, a u početku se na njoj prodavala samo perad. Trg je ubrzo dobio i plinsku rasvjetu te javni zahod (1908.). Godine 1928. godine uređena je tramvajska čekaonica, koja zauzima dio južnog dijela trga, prema Ilici.